# Statue équestre d'Étienne Marcel
La Statue équestre d'Étienne Marcel, ou Monument à Étienne Marcel, est une sculpture équestre du prévôt des marchands de Paris sous le règne de Jean le Bon Étienne Marcel, réalisée par le sculpteur Jean-Antoine-Marie Idrac. Idrac meurt cependant en laissant inachevé le monument, qui sera alors terminé en 1888 par le sculpteur Laurent Marqueste.
L'œuvre est située sur le côté sud de l'Hôtel de ville de Paris, dans le jardin des Combattants-de-la-Nueve, dans le 4e arrondissement de Paris.

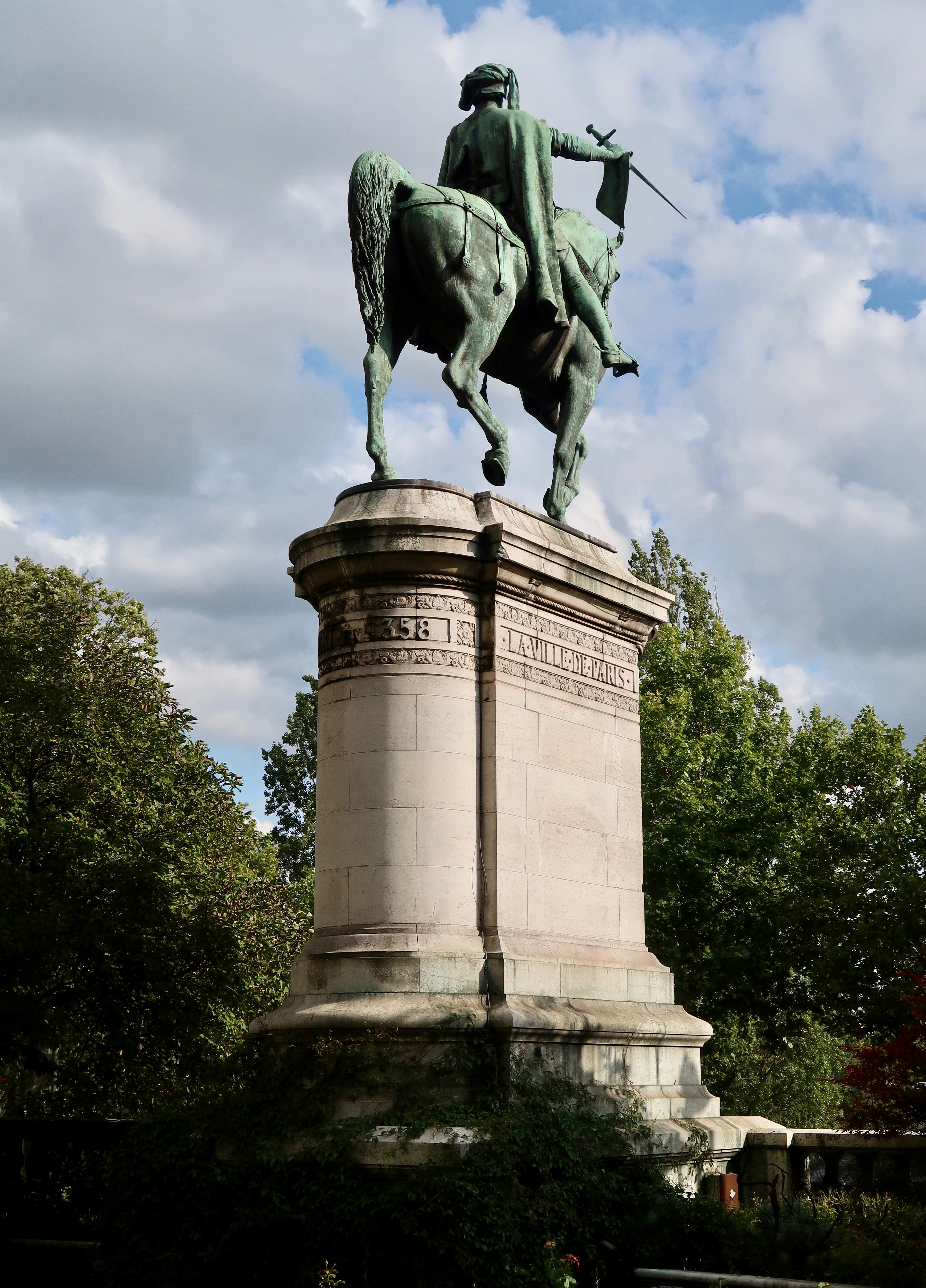
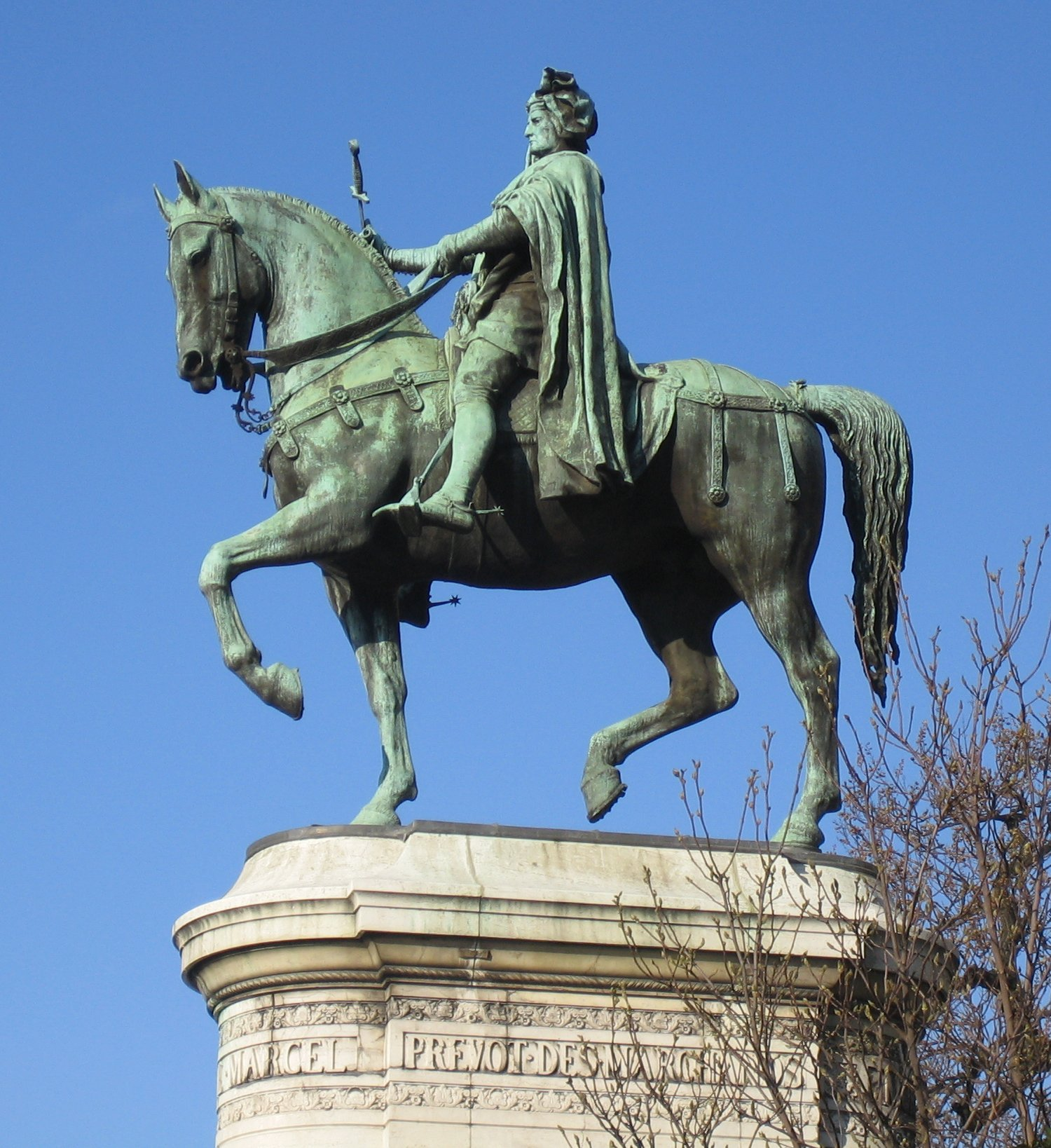
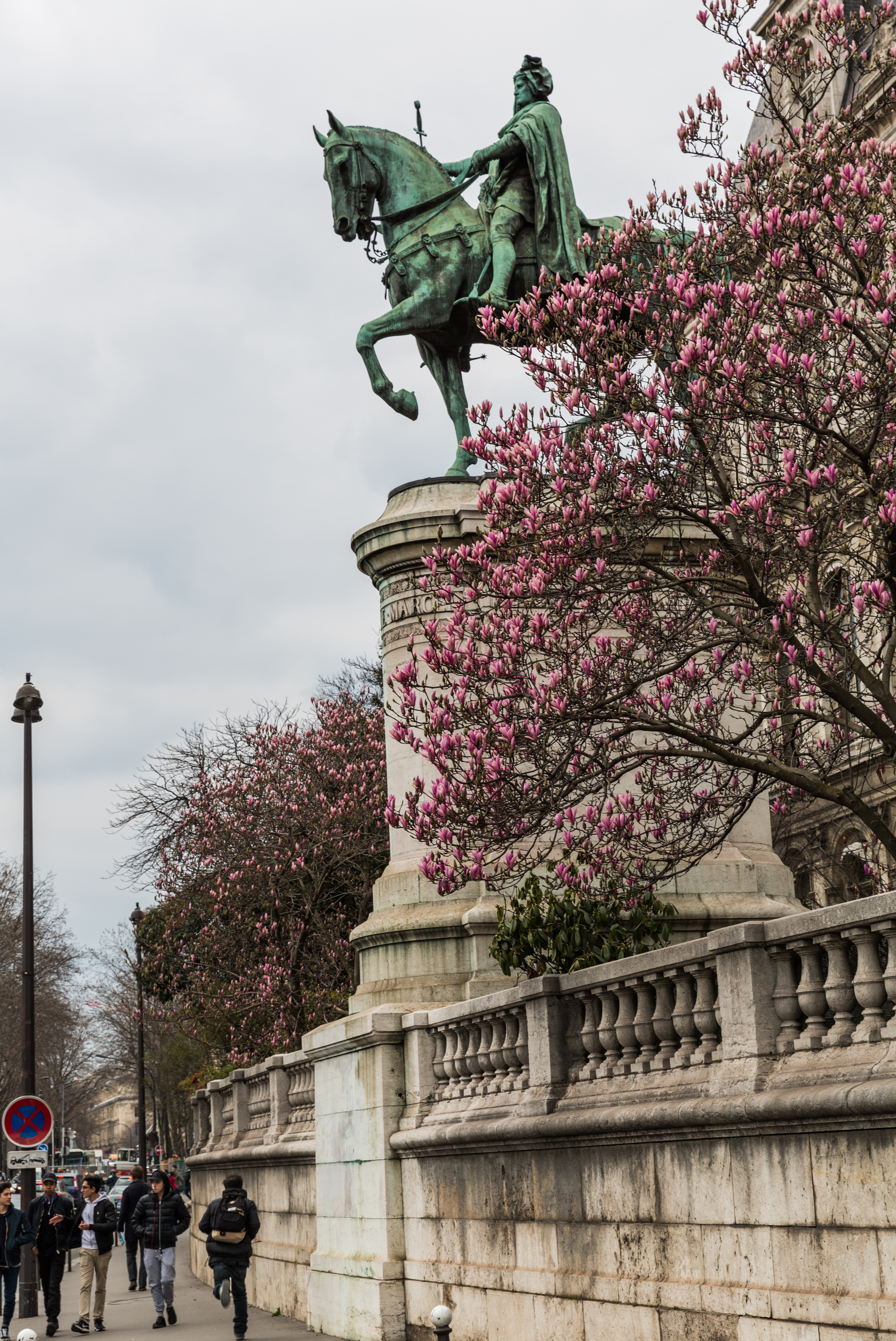
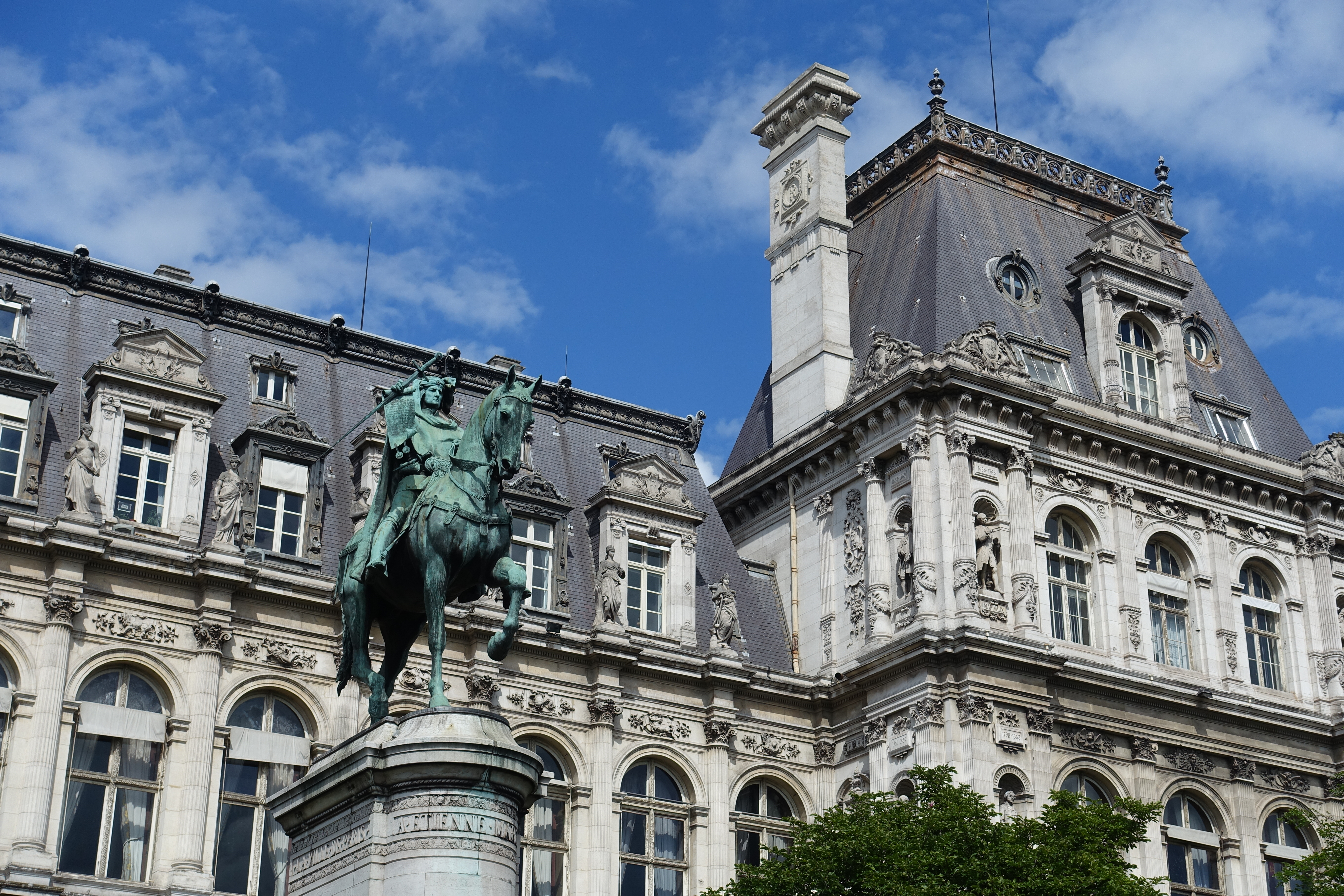
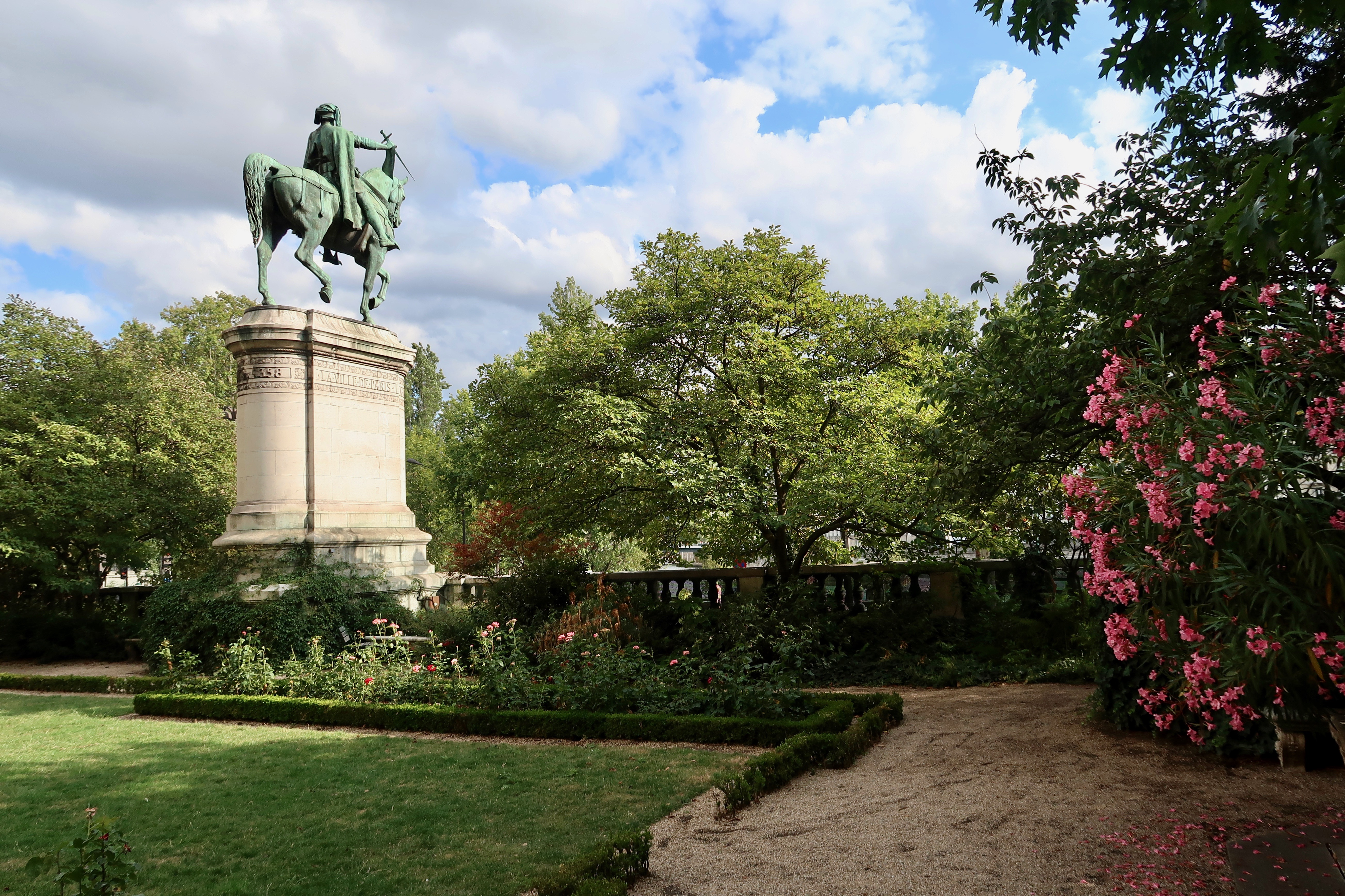